# Archetype JavaScript Framework
Archetype était un framework JavaScript, écrit au-dessus de Prototype (en) dont le but était l'industrialisation du JavaScript côté client.
Celui-ci visait à simplifier le développement et l'écriture du JavaScript, ainsi qu'à inciter aux bonnes pratiques de développement pour rendre le code plus lisible et plus maintenable, notamment en utilisant le Javascript discret.
Depuis 2009, le développement s'est arrêté à la version 0.10.0 et le site web officiel a fermé.

## Présentation
Le framework offre des possibilités que l'on retrouve d'habitude côté serveur, telles que:
- Gestion de dépendance
- Interprétation de template
- Séparation Modèle Vue Contrôleur
- Système de log
- Communication inter-composant par broadcast d'évènements (permettant aux différents objets de ne pas être inter-dépendants).

Afin de simplifier les développements, le framework fonctionne sur le principe de Convention plutôt que configuration, ceci ayant le double avantage d'organiser les développements de façon homogène et de diminuer la configuration requise pour obtenir ce que l'on désire.
En outre, le concept de Composant, sorte de "super objet", accompagné des MethodBuilder, permet au framework d'associer des services transversaux aux Composants, visant à simplifier l'écriture et le développement, ainsi que de faciliter les tâches courantes que posent le développement d'une application Web (… 2.0). Ce principe se rapproche de la programmation orientée aspect.
Grâce à ces fonctionnalités, il devient aisé, même pour des débutants en Javascript, de développer des RIA utilisant un Front entièrement Javascript, communiquant par le biais d'Ajax, se basant soit sur les capacités Ajax de Prototype (en), soit sur les capacités de chargement de Javascript du framework, soit en utilisant un framework dédié à la couche de transport, tel que DWR (en) ou YAWS RPC.